# У Вэньцзинь
У Вэньцзи́нь (кит. упр. 吴文瑾; 10 марта 1976) — китайский шахматист, гроссмейстер (2000).
В составе сборной Китая участник 2-х Олимпиад (1998—2000).

## Изменения рейтинга
| Графики недоступны из-за технических проблем. См. информацию на Фабрикаторе и на mediawiki.org. |